# Retiming
Retiming ist ein Synchronisationsverfahren der Übertragungstechnik  synchroner Telekommunikationsnetze. Es wird in der PDH- und SDH-, selten aber in der OTN-Technik (OTN: englisch optical transport network, dt. »Optisches Transportnetz«) verwendet. Beim Retiming wird ein empfangenes digitales Signal mit einem neuen Takt gesendet, der von einer Taktrückgewinnung stammen kann, aber auch von einem taktverteilenden Netz kommen kann. Retiming ist eine der drei Aufgaben elektrischer Regeneratoren: Refreshing, Reshaping und Retiming. In transparenten optischen Netzen wie dem OTN ist Retiming bisher nicht gebräuchlich, da dadurch der Vorteil der transparenten Signalverstärkung verloren geht.